# Terry Hibbitt
Terence Arthur Hibbitt, conosciuto principalmente come Terry Hibbitt (Chester-le-Street, 24 giugno 1947 – Newcastle upon Tyne, 5 agosto 1994) è stato un calciatore inglese, di ruolo centrocampista.

## Biografia
Anche suo fratello minore Kenny è stato un calciatore professionista, che ha giocato per anni nella prima divisione inglese.

## Carriera
Tra il 1965 ed il 1971 gioca nella prima divisione inglese con il Leeds Utd, con cui nell'arco di sei stagioni vince un campionato, una Coppa di Lega, un Charity Shield e 2 Coppe delle Fiere, totalizzando complessivamente 47 presenze e 9 reti in campionato, giocando inoltre anche 7 partite in Coppa delle Fiere ed una partita nella Coppa dei Campioni 1969-1970, il 1º ottobre 1969 sul campo dei norvegesi del Lyn (con vittoria per 6-0 del Leeds e doppietta di Hibbitt); passa poi al Newcastle Utd, dove rimane per 4 anni, sempre in prima divisione, campionato in cui realizza altri 7 gol in 138 presenze. Dal 1975 al 1978 gioca invece nel Birmingham City, mentre dal 1978 al 1981 gioca in seconda divisione con il Newcastle Utd.
Tra il 1981 ed il 1986 ha invece giocato nelle serie minori con il Gateshead, con cui ha totalizzato complessivamente 130 presenze e 7 gol e di cui nel 1986 per un breve periodo è stato anche allenatore.
In carriera ha totalizzato complessivamente 295 presenze e 27 reti nella prima divisione inglese.

## Palmarès

### Giocatore

#### Competizioni nazionali
- Campionato inglese: 1

Leeds Utd: 1968-1969
- Coppa di Lega inglese: 1

Leeds Utd: 1967-1968
- Community Shield: 1

Leeds Utd: 1969

#### Competizioni internazionali
- Coppa delle Fiere: 2

Leeds Utd: 1967-1968, 1970-1971
- Coppa Anglo-Italiana: 1

Newcastle: 1973
- Texaco Cup: 2

Newcastle: 1974, 1975